# خانیک (بشرویه)
خانیک یک منطقهٔ مسکونی در ایران است که در دهستان علی‌جمال واقع شده‌است. خانیک ۱۳ نفر جمعیت دارد.